# 伊恩·萊特 (旅遊節目主持人)
伊恩·道格拉斯·萊特（英語：Ian Douglas Wright，1965年5月17日—），生於英國薩福克郡是旅遊探險節目《勇闖天涯》的主持人（在美國及加拿大地區播送時，節目名稱為《Pilot Guides》，最初的節目名稱是《寂寞星球》），他也曾經主持一個短期的節目《Ian Wright Live》，與現場觀眾討論關於旅遊的主題。
身為一個經驗豐富的世界旅行家，萊特在《勇闖天涯》節目中是最廣為人知的主持人。他常與當地人民互動，以其詼諧的逗笑聞名，然而，有些人認為他有時玩笑開過頭了，像個頑皮的小孩一樣，特別是他在委內瑞拉進行的蟒蛇探險，顯得過度誇張。過去7年以來，他已主持超過50集《勇闖天涯》的單元，探險過一些極端的地方，如極地加拿大、俄羅斯、亞美尼亞、尼泊爾和澳洲的Outback。至今，萊特已贏得三座美國Cable Ace Awards的最佳雜誌節目主持人。
萊特現在也擔任探索旅遊生活頻道的《VIP Weekends with Ian Wright》的節目主持人。
在主持電視節目之前，萊特和他的老婆一起經營一個社區中心。他曾經花了3個月的時間在蓋亞那協助Operation Raleigh（Prince's Trust慈善機構的前身）。他也擁有在埃及、印度和羅馬尼亞旅遊的豐富經驗。
萊特也是個相當成功的畫家，曾經在Chats Palace舉辦過作品展覽會。他也經常參與協助許多兒童的課後課程。現與家人居住在東倫敦。他平時會踢足球、品嘗美食、在英國鄉村散步來放鬆心情。他是個素食主義者，但偶爾也會在旅遊節目中“破戒”。

## 外部連結
- 《勇闖天涯》中的自傳 （页面存档备份，存于）（英文）
- 《Pilot Guides》的訪問